# Sternbergia schubertii
Sternbergia schubertii är en amaryllisväxtart som beskrevs av Joseph August Schenk. Sternbergia schubertii ingår i släktet Sternbergia och familjen amaryllisväxter. Inga underarter finns listade i Catalogue of Life.